# Albert Falderbaum
Albert Falderbaum (* 11. April 1913 in Niederpleis bei Bonn; † 29. September 1961 bei Augsburg) war ein deutscher Kunstflieger.

## Jugend und Ausbildung
Albert Falderbaum stammte aus einer sportlichen Familie und wuchs in Niederpleis auf. Er wurde durch seinen Vater zum intensiven Kunstradfahren, aber auch zum Motorradfahren animiert.
Bereits in frühen Jahren entwickelte sich mit dem Bau von Flugmodellen seine Liebe zur Fliegerei. Ab 14 Jahren begann er mit dem Segelfliegen in Hangelar bei Bonn; dort absolvierte er mit 15 Jahren die A+B-Prüfung.
Mit 18 Jahren legte er in Bonn-Hangelar die Prüfung als Motorflugzeugführer ab und erwarb 1½ Jahre später den Kunstflugschein.
Außerdem machte er eine Ausbildung zum Automechaniker.

## Fliegen als Beruf
Bei der deutschen Luftwaffe erweiterte er seine fliegerischen Kenntnisse; er wurde im Fliegerhorst Rothwesten in der Fliegergruppe 124 eingesetzt. Hier fand er die Möglichkeit, seine Fähigkeiten im Motorkunstflug auszubauen. In dieser Zeit hatte er auch Kontakt mit Gerhard Fieseler, der ihm aus seinem Erfahrungsschatz etliche Ratschläge geben konnte. Die Bücker Bü 133 wurde sein bevorzugtes Flugzeug im Kunstflug. Mit diesem Flugzeugtyp gelang es Falderbaum 1937, bei der Deutschen Kunstflugmeisterschaft in Dortmund den 2. Platz zu erreichen.

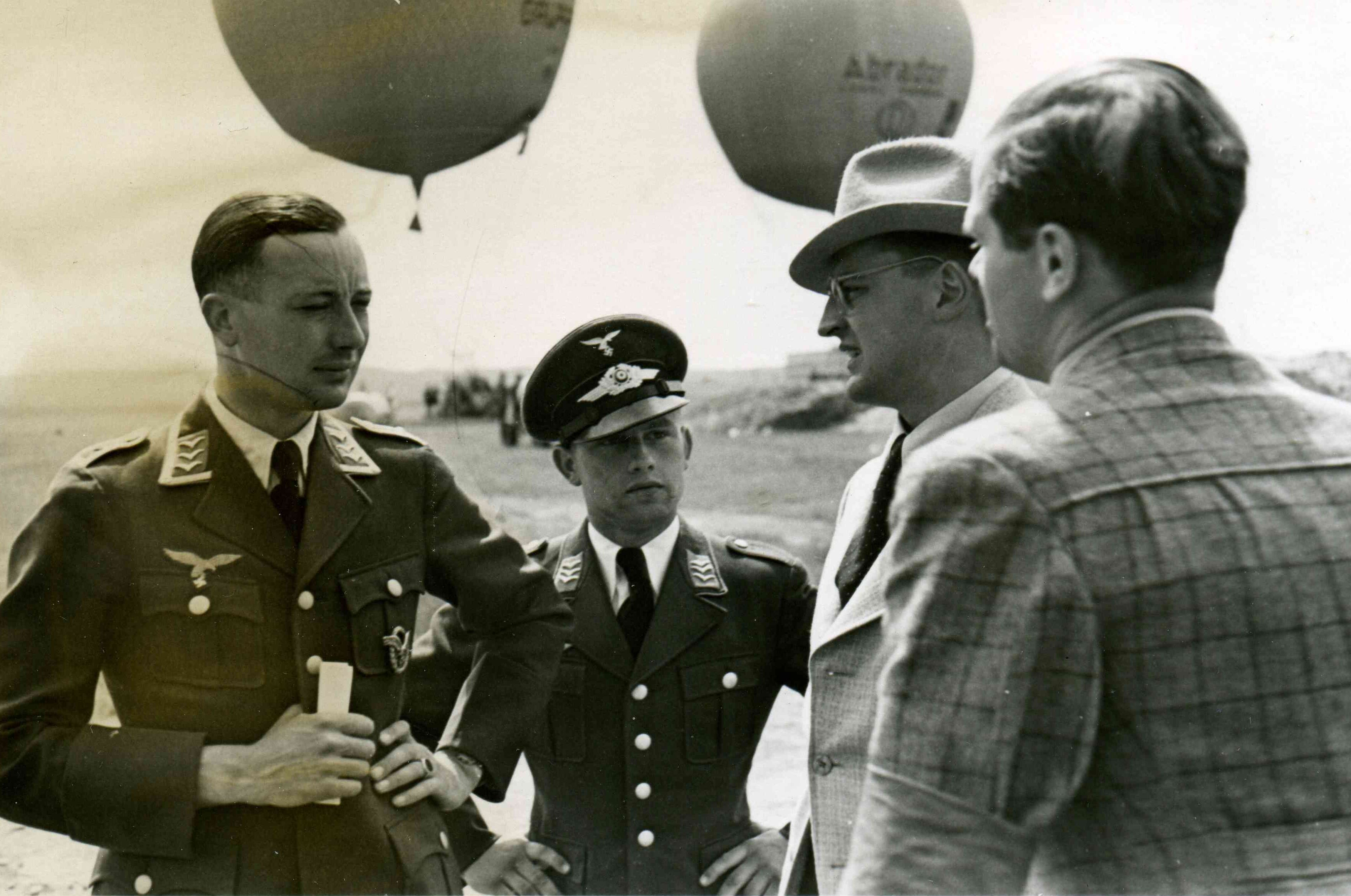
Großflugtag Kassel-Waldau 17. Juli 1938, Albert Falderbaum (links) und ein Kollege im Gespräch mit den Fieseler-Mitarbeitern Fiedler und Flugkapitän Knoetsch

1938 wurde er Oberfeldwebel in Kassel-Rothwesten bei der Aufklärungsstaffel 3 / F 24 und war dort als Fluglehrer eingesetzt.
In diesem Jahr konnte er bei der Deutschen Kunstflugmeisterschaft in Nürnberg den 1. Platz belegen. Falderbaum war inzwischen auf nationalen und internationalen Flugtagen mit seinen Kunstflugvorführungen zum Publikumsmagneten geworden. Ebenfalls in diesem Jahr zeigte er bei dem Großflugtag in Kassel-Waldau zusammen mit Vera von Bissing und Hanna Reitsch sein Können.
1939 gelang es ihm in Frankfurt/Main trotz einer akuten Blinddarmreizung, nochmals den Titel des Deutschen Meisters im Kunstflug zu bekommen. In diesem Jahr heiratete er in Kassel die dort ansässige Hildegard Melchior.

## Kriegsjahre
Falderbaum wurde in den folgenden Kriegsjahren auf Grund seiner Leistungen zum Hauptmann befördert. Von Oktober 1943 bis Juli 1944 war er im Jagdgeschwader 110 in Altenburg als Gruppenkommandeur der I. Gruppe eingesetzt. Dort lag der Schwerpunkt seiner Tätigkeit in der Blindflugausbildung von Flugzeugführern.
Ab August 1944 erhielt er eine Umschulung auf die modernsten Flugzeuge der Luftwaffe, die Messerschmitt Me 163 und die Messerschmitt Me 262. Zuerst wurde er im Jagdgeschwader 400 eingesetzt, danach wahrscheinlich bis Kriegsende im Jagdgeschwader JG 7 auf dem Flugplatz Brandenburg-Briest. In dieser Zeit erlitt er bei der Explosion seines Flugzeugs eine schwere Rückenverletzung.

## Nachkriegszeit, Neuanfang und Ende
Nach dem Kriegsende gelang es Falderbaum, mit seiner Familie nach Ziegenhagen bei Kassel zu kommen.
Beruflich fing er in Kassel neu an. Er machte dort eine Lehre und zog mit seiner Familie nach Witzenhausen, um dort eine Färberei und chemische Reinigung zu eröffnen. Hier wurde 1947 als viertes Kind eine Tochter geboren.
1950 zog er mit der Familie wieder nach Kassel und betrieb dort einen Handel mit Gasflaschen.
Die Fliegerei ließ ihn aber nicht los; so erneuerte er 1951 seinen Flugschein in der Schweiz. Dort flog er auch zusammen mit den Schweizer Kunstfliegern Albert Rüesch in Sisseln bei Basel und Werner Kessel in Lugano.
1952 bekam er bei einem Mineralölkonzern eine Anstellung in Stuttgart. Er zog mit der Familie dorthin.
Für Falderbaum begann nun die zweite Kunstflugkarriere. Er flog seine Programme wieder auf einer Bücker Bü 133 mit Schweizer Zulassung und dem Segelkunstflugzeug vom Typ Lo 100. In den folgenden Jahren nahm er an vielen Flugtagen im Inland sowie in Italien, Schweden, Niederlande und Frankreich teil.
1955 wurde er von dem Mineralölkonzern nach Hamburg in die Luftfahrtabteilung versetzt. Bei einer Kunstflugvorführung im September dieses Jahres in Düsseldorf hatte Falderbaum mit der Lo 100 einen schweren Unfall.
Zum Abschluss jeder Segelflugvorführung flog er in ungefähr 10 m Höhe im Rückenflug, aber im sicheren Abstand zu den Zuschauern parallel an ihnen vorbei, um dann nach einer Kehre vor ihnen zu landen.
Während des Rückenflugs löste sich einer der Sitzgurte aus dem Zentralschloss und schlug in sein Auge. Durch die Schreckreaktion bekam das Flugzeug mit dem Seitenleitwerk Bodenberührung. Es gelang ihm noch, das Flugzeug wieder etwas auf Höhe zu bringen; aber durch die Beschädigung am Leitwerk war die Steuerbarkeit stark eingeschränkt. Um nicht in die Zuschauermenge zu kommen, versuchte er ein Ausweichmanöver in Richtung freier Fläche zu fliegen. Dabei berührte er den abgestellten Jet einer am Flugtag beteiligten Kunstflugstaffel und schlug mit seinem Segelflugzeug schwer auf dem Boden auf.
Bei diesem Aufprall erlitt er lebensgefährliche Verletzungen, er lag 14 Tage lang im Koma. Nach etlichen Wochen der Genesung war er soweit hergestellt, dass er mit der Fliegerei wieder beginnen konnte.
Auf den meisten Flugplätzen Deutschlands war er an Flugtagen oder besonderen Anlässen mit der Bü 133 und/oder der Lo 100 vertreten.
Bei der ersten Deutschen Meisterschaften im Kunstflug nach dem Krieg in Handorf/Dorbaum bei Münster gelang es ihm 1960 nochmals, den 1. Platz zu bekommen. Die damit verbundenen körperlichen Belastungen konnte er aber nur noch durch das Tragen eines Stahlkorsetts ertragen. Grund dafür waren die Spätfolgen aus der Rückenverletzung während der Kriegsfliegerei.
Seine Erfahrungen, die er in 10.000 Flugstunden gewonnen hatte, wurden von der aufstrebenden deutschen Flugzeugindustrie genutzt. Bei der Erprobung eines neuen Sportflugzeuges, der Siebel Siat 222, auf Kunstflugtauglichkeit setzte man ihn als Testpiloten ein.
Am 29. September 1961 führte er mit diesem Flugzeug vom damaligen Flugplatz Augsburg aus Trudelversuche durch. Dabei geriet er mit der Maschine in einen steuerlosen Flugzustand und wollte mit dem Fallschirm abspringen. Er konnte das Flugzeug verlassen, der Fallschirm öffnete sich auch, verhakte sich aber im Leitwerk der abstürzenden Maschine und riss ihn mit in die Tiefe. Bei dem Aufschlag des Flugzeuges wurde Albert Falderbaum so schwer verletzt, dass er noch am Unfallort verstarb. Er wurde in Kassel beigesetzt. Nach seinem Unfall wurde in Augsburg ein totales Startverbot für deutsche Motorflugzeuge verhängt, das auf Weisung des bayerischen Verkehrsministers wieder aufgehoben wurde.
Die Stadt Kassel ehrte Falderbaum 1972 durch die Benennung einer Straße am ehemaligen Flugplatz Kassel-Waldau mit seinem Namen. Auch im Sankt Augustiner Stadtteil Hangelar ist eine Straße nach ihm benannt. Ebenfalls befindet sich ein Gedenkstein im Augsburger Siebentischwald in der Nähe des Stemplesee.